# Apropiación tecnológica
No confundir con "Domesticación Tecnológica"
Apropiación Tecnológica es un concepto utilizado para explorar la relación entre la 'tecnología' y el 'individuo' y describir el proceso mediante el cual una tecnología pasa de ser desconocida a ser parte de la vida diaria de un agente (o la tecnología misma se involucra con el individuo). Se distingue de las teorías tecnológicas,  como el constructivismo y el determinismo tecnológico, pues éstas intentan explicar la relación existente entre 'sociedad' y 'tecnología'.

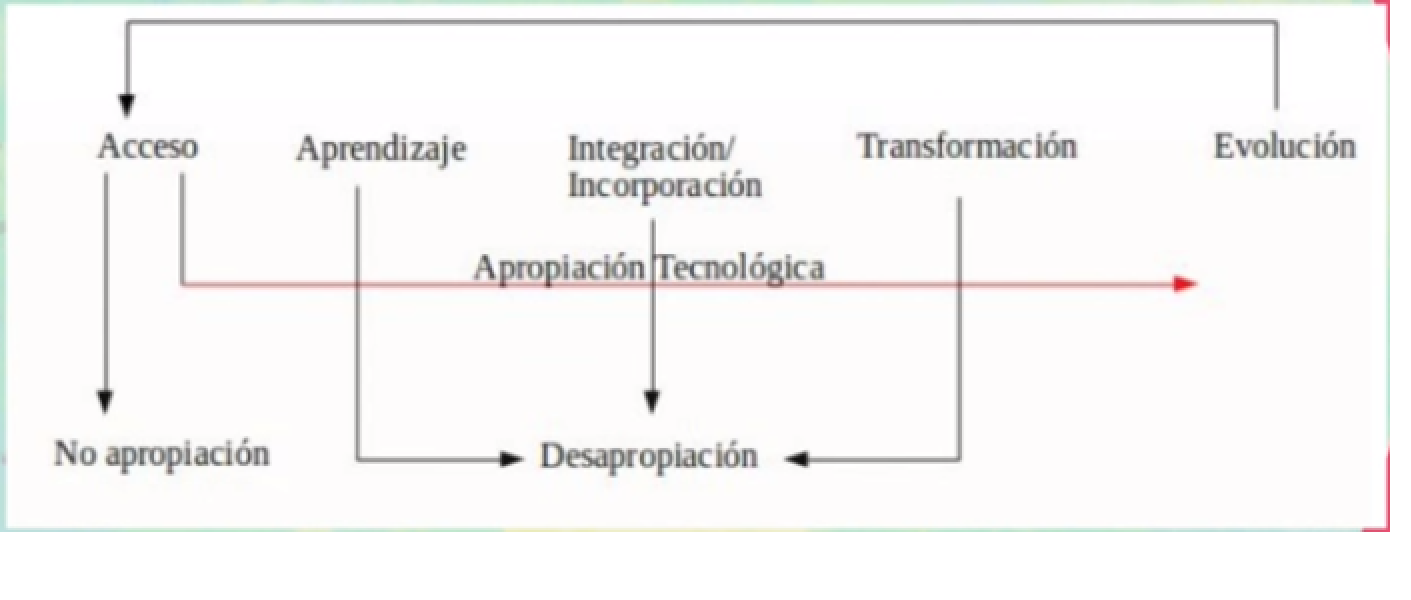
Modelo Racional de Apropiación Tecnológica (Quezada H, Pérez Comisso, 2016)

## Etapas de la apropiación
La Apropiación Tecnológica consta de cuatro etapas fundamentales que terminan con la adopción de conocimientos, habilidades y nuevas estrategias tecnológicas. Estas etapas son: el acceso , el aprendizaje,  la integración y la transformación, aunque esta última no ocurre en todos los casos. 

### Acceso
Esta etapa se refiere al paso de la revelación de la tecnología en cuestión; De ser ignorada completamente por el individuo, al agente tomar conciencia de su existencia. El acceso puede tener múltiples fuentes; un regalo, encuentro accidental, robo, aparición instantánea y hasta imposición; el acceso a cierta tecnología no es necesariamente un acto voluntario ni consciente. El individuo puede estar en contacto físico con cierta tecnología pero ignorarlo, y no llevar a cabo el proceso de apropiación.
También está el problema que el acceso muchas veces es restringido por autoridades u otros individuos, privando a los usuarios de conocimientos y ciertas tecnologías, dificultando aún más el proceso de Evolución tecnológica. Es más, uno de los hitos más relevantes de los últimos años para prevenir esto ha sido el desarrollo del movimiento de acceso abierto al conocimiento científico y humanístico ( Budapest Open Access Initiative), el cual pretende establecer y poner en práctica acciones que permitan el acceso público y abierto a la literatura científica arbitrada y prepublicación en todos los campos del conocimiento.
Cuando ya se es consciente de la tecnología y existe el acceso físico, el usuario es quien decide si apropiarla o no. En caso negativo, se corta el proceso de apropiación, y en caso contrario, si el individuo acepta la tecnología, comienza la segunda etapa que es el proceso de aprendizaje.

### Aprendizaje
Esta etapa se refiere a la variedad de procesos a través de los cuales el individuo adquiere conocimientos sobre cierta tecnología y desarrolla habilidades para su utilización. El aprendizaje de cada individuo es único y depende de la situación en la que se encuentre, es por eso que la capacidad para adquirir conocimientos tecnológicos de forma eficiente depende mucho de la capacidad de absorber la experiencia y poder adaptarla a las condiciones locales. El aprendizaje en la mayoría de los casos es un proceso complejo y funciona en conjunto de un grupo de individuos, ya sea familia, colegio, gobierno, etc. Linsu Kim, profesor de Gestión en la Facultad de Administración de Empresas de la Universidad de Corea, dice que “El aprendizaje tecnológico no puede ser explicado por uno o dos factores; requiere de un sistema nacional de innovación efectivo, que implica un proceso complejo, interactivo y por consiguiente integrado socialmente, donde intervienen instituciones formales e informales en los contextos circunstancial y cultural de un estado-nación.”
Muchas veces el proceso de aprendizaje antecede al acceso por temas prácticos (e.g. los jóvenes deben ser conscientes de la utilidad y forma de uso de los métodos anticonceptivos antes de experimentar con ellos), de seguridad (vehículos, armas de fuego, drogas) o simplemente se prioriza el aprendizaje teórico antes que el acceso físico/aprendizaje práctico con propósitos educativos. En esta etapa el individuo obtiene el conocimiento básico inicial de una tecnología pero también comienza a comprenderla, y a través de experimentación puede comenzar a hacerla parte de su vida, lo que lleva a la siguiente etapa de la apropiación tecnológica, la integración.

### Integración/Incorporación
La palabra integrar significa “Agregar una cosa o elemento para completar un todo”, y es a eso lo que apunta esta etapa de la apropiación. La tecnología ya entendida y puesta en práctica se convierte en una extensión más de nuestras vidas, se alcanza un nivel de simbiosis en donde el usuario necesita de tal tecnología para llevar a cabo una tarea que le es necesaria o que la misma tecnología le ha convertido en necesidad. El usuario ya es capaz de incorporar esta tecnología con otras que utilizaba previamente para formar un todo, el proceso de observación y aprendizaje finaliza y ya se hace uso de esta tecnología muchas veces de manera inconsciente. La integración es el nivel más alto de apropiación tecnológica. Si bien una tecnología puede ya ser parte de un individuo, esto puede cambiar: la tecnología puede cambiar ligeramente, evolucionar para satisfacer más necesidades, o también ser abandonada por completo pues la necesidad desaparece. En este caso, hablamos de desapropiación tecnológica, cuando el usuario deja de estar en contacto con esta tecnología y deja de utilizar los conocimientos adquiridos en las fases previas de la apropiación. Este cambio corresponde a la transformación de la tecnología, que incluye la evolución e innovación.

### Transformación
Si bien el concepto de apropiación tecnológica intenta comprender la relación entre tecnología e individuo, la transformación de una tecnología requiere normalmente de la comunicación entre los integrantes de una comunidad. Con el paso del tiempo y uso constante y repetitivo de cierta tecnología, nuevos usos y necesidades comienzan a ser evidentes, y son algunos pocos individuos llamados innovadores los que deciden consciente o inconscientemente innovar una tecnología ya integrada, logrando una nueva comprensión de la tecnología inicial. Existen grados de importancia, visión futurista (ciencia ficción, utilidad y practicidad de los innovadores, tanto por la tecnología que desean hacer evolucionar, como su capacidad para predecir en que es lo que necesitan los usuarios que se transforme la tecnología original, y es en estas características que se diferencian los inventores, escritores utópicos, ingenieros, diseñadores, comerciantes, etc. Famosos ejemplos de innovadores modernos son Steve Jobs y Elon Musk, tanto por su contribución revolucionaria como su visión futurista. Algunos conceptos claves para entender la innovación son:
- No está restringida a la creación de nuevos productos

- No está restringida a ideas revolucionarias

- No está restringida a desarrollos tecnológicos (se puede descubrir como otra tecnología ya existente puede reemplazar de mejor manera a esta)

- Amplía la gama de productos y servicios hacia los usuarios

- Ciertas innovaciones poderosas son capaces de determinar y separar especies

Un ejemplo del último punto es la separación que hacen los antropólogos entre los Australopithecus y Homo habilis, siendo estos últimos destacados por la innovación que produjeron al ser capaces de aprovechar el afilamiento de rocas para crear armas para su protección y caza, cosa que sus antepasados no habían logrado. Un ejemplo más actual se visualiza en como la revolución científica ocasionada por la ruptura del paradigma de la mecánica clásica y la entrada en escena de la física relativista y la física cuántica originaron el desarrollo de nuevas teorías en la física de semiconductores. Esta física dio lugar, dentro de la electrónica, a la crisis del paradigma de la electrónica de tubo de vacío que imperaba, gracias a la invención del transistor, "creándose una nueva era no sólo para la ciencia y la tecnología sino para la humanidad por los cambios culturales, económicos, sociales y políticos"
La evolución de las tecnologías es el proceso culminante de la apropiación tecnológica y es el motor del desarrollo tecnológico humano.